# Голландская Вест-Индская компания
Голландская Вест-И́ндская компания (нидерл. Geoctroyeerde West-Indische Compagnie) — торговая компания Республики Соединённых провинций Нидерландов, которая после создания в 1621 году получила от Генеральных штатов монопольное право торговли и колонизации в Америке и Западной Африке.
Основные направления деятельности: работорговля, торговля золотом, серебром, мехами, сахаром, слоновой костью, а также каперство (особенно грабёж испанских кораблей). Компания располагала пятью офисами в метрополии (в том числе в Амстердаме и Роттердаме) и управлялась советом из 19 купцов.

## Основание
Отцом-основателем Вест-Индской компании был торговец и дипломат из Антверпена Виллем Усселинкс (1567—1647), в юности побывавший в Испании, Португалии и на Азорских островах, где он убедился в преимуществах колониальной торговли. Первым директором компании стал земляк последнего — географ и картограф Йоханнес де Лат (1581—1649), ученик известного историка Скалигера.

## Расцвет
Воспользовавшись ослаблением Португальской колониальной империи, голландцам удалось овладеть северной частью Бразилии (см. Голландская Бразилия), а также Суринамом и рядом островов Вест-Индии (см. Нидерландские Антильские острова). Главной голландской факторией в Северной Америке стал Новый Амстердам (см. Новые Нидерланды). На побережье Африки удалось захватить ряд португальских территорий и основать новые форты (см. Голландская Гвинея).

## Закат
Компания была реорганизована в 1674 году, но уже не имела прежнего значения (её территории в Бразилии были захвачены Португалией, а Новый Амстердам и прочие владения в Северной Америке — Англией). Большая часть совладельцев потеряла свои владения в Северной Америке; исключение составил Килиан ван Ренсселер, чьи владения процветали (сам он дал начало видной династии американских торговцев и политиков). В 1791 году акции Вест-Индской компании были куплены голландским правительством и она фактически прекратила самостоятельное существование.